# Roggwil (Thurgau)
Roggwil (TG) is een gemeente en plaats in het Zwitserse kanton Thurgau, en maakt deel uit van het district Arbon.
Roggwil (TG) telt 2736 inwoners.

## Indeling gemeente
De gemeente bestaat uit de dorpen Roggwil en Freidorf.